# 霍爾沃森峰
71°47′S 164°44′E / 71.783°S 164.733°E
霍爾沃森峰（英語：Halverson Peak），是南極洲的山峰，位於維多利亞地的彭內爾海岸，屬於康科德山脈中金格山脈的一部分，海拔高度1,710米，美國地質調查局根據測量和美國海軍拍攝的空中照片繪入地圖，現時由南極條約體系管理。